# Jerry Van Dyke
Jerry McCord Van Dyke (ur. 27 lipca 1931 w Danville, zm. 5 stycznia 2018 w Hot Springs) – amerykański aktor filmowy i telewizyjny, komik.
Był synem Lorena i Hazel (właściwie McCord) Van Dyke’ów, młodszym bratem aktora Dicka Van Dyke’a i wujkiem Shane’a Van Dyke’a, także aktora. Jego ojciec był z pochodzenia Holendrem, a matka potomkinią Petera Browne’a, pasażera Mayflowera z Anglii.

## Wybrana filmografia
- 1963: McLintock! jako Matt Douglas Jr.
- 1992: Jedziemy do babci jako Harv
- 1997: Życzenie Annabelli jako Charles Baker
- 1989–1997: Świat pana trenera jako Luther Van Dam
- 2001–2005: Tak, kochanie jako Big Jimmy Hughes
- 2010–2015: Pępek świata jako Tag Spence